# Raytheon
Raytheon Company (NYSE: RTN, укр. Рейтіон Компані) — американська компанія, одна з найбільших у країні та світі оборонних та індустріальних корпорацій у царині розробок та вироблення зброї, авіаційної та космічної техніки, електроніки тощо. Найбільший виробник керованих ракет у світі. Штаб-квартира — у Волтгем, у штаті Массачусетс.

## Структурні елементи компанії
Raytheon складається з п'яти основних підприємств:
- Raytheon Integrated Defense Systems — розташована у Тьюксбері, штат Массачусетс; спеціалізується на розробці авіаційного та ракетного озброєння, великих наземних та морських радарів, складових систем управління, контролю, зв'язку, комп'ютерних систем, кіберпродукції тощо. Також випускає сонари, торпеди та електронні системи для кораблів та підводних човнів.
- Raytheon Intelligence, Information and Services — знаходиться у Дуллес, штат Вірджинія; основним напрямком діяльності є розробка обладнання комп'ютерної безпеки, оснащення та приладів розвідки, спостереження, контролю та управління.
- Raytheon Missile Systems — в місті Тусон, штат Аризона; головний виробник ракетних систем різного призначення та сфери застосування (космічного, повітряного, наземного й морського базування); також займається вивченням та розробкою мережевих сенсорів поля бою.
- Raytheon Space and Airborne Systems — розташована в містечку Мак-Кінні; штат Техас[8]; основний напрямок робот зосереджений на виготовленні радарів та процесорів для аерокосмічної техніки, електронно-оптичних і інфрачервоних приладів, засобів РЕБ, систем високоточної зброї, активних фазованих антен для радарів, засобів протиракетної оборони, систем збору розвідувальної інформації та спостереження у космосі та повітрі.
- Forcepoint — місце дислокації дочірньої компанії в Остіні; штат Техас[9]; основні розробки в галузі інформаційної безпеки.

### Розробки та продукція

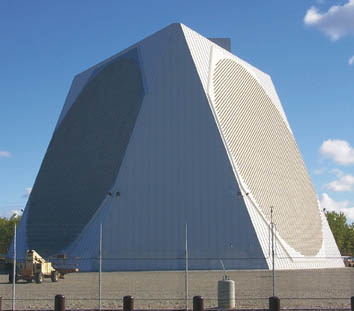
Система раннього попередження PAVE PAWS побудована Raytheon на авіаційній базі Клір Ейр, Аляска

### Радари
- APG-63/APG-70 для F-15 Eagle
- APG-65/APG-73/APG-79 для F/A-18 Hornet
- APG-77 radar для F-22 Raptor (joint development with Northrop Grumman)
- ALE-50 Towed Decoy System
- ALR-67(V)3 та ALR-69A станція попередження про випромінювання
- AN/APQ-181 для B-2 Spirit
- Integrated Sensor Suite (ISS) для RQ-4 Global Hawk
- AN/ASQ-228 ATFLIR
- AN/TPQ-36 Firefinder/AN/TPQ-37 Firefinder та AN/MPQ-64 Sentinel мобільні радіолокаційні станції контрбатарейної боротьби
- F-16 RACR
- AN/SLQ-32 корабельна станція РЕБ
- Великі стаціонарні радари типу PAVE PAWS, BMEWS та X-band Radar (XBR)

### Супутникові системи спостереження
- Space Tracking and Surveillance System
- Visible Infrared Imaging Radiometer Suite

### Ракети, бомби, торпеди

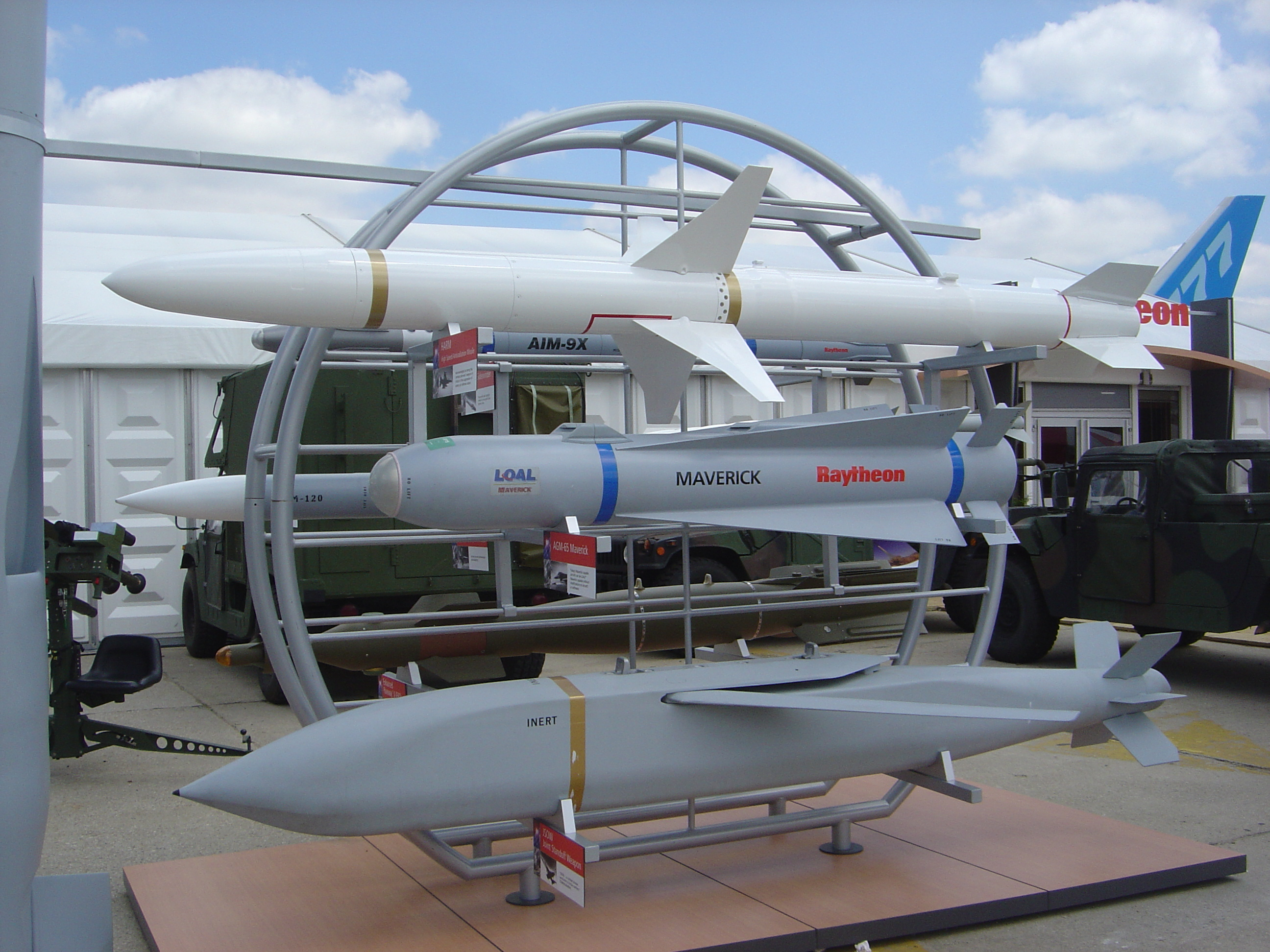
Продукція компанії на авіаційному шоу в Парижі, 2005

| - AIM-7 Sparrow - RIM-7 Sea Sparrow - AIM-9 Sidewinder - MIM-23 Hawk - GBU-28 Paveway III - Mark 48 (торпеда) - GBU-53/B - AIM-54 Phoenix - AGM-65 Maverick | - RIM-66 Standard - RIM-67 Standard - BGM-71 TOW - AGM-88 HARM - FIM-92 Stinger - MIM-104 Patriot - BGM-109 Tomahawk - RIM-116 Rolling Airframe Missile - AIM-120 AMRAAM | - AGM-129 Advanced Cruise Missile - FGM-148 Javelin - AGM-154 Joint Standoff Weapon - RIM-161 Standard Missile 3 - RIM-162 ESSM - AGM-176 Griffin - Ground-Based Midcourse Defense - Pyros |